# Irlandzka Formuła Junior
Irlandzka Formuła Junior – organizowane w latach 1961–1963 mistrzostwa według przepisów Formuły Junior.

## Historia
Mistrzostwa odbywały się na torach w Irlandii i Wielkiej Brytanii, szczególnie na obiekcie Kirkistown. Wszystkie trzy tytuły w historii serii zdobył Malcolm Templeton na Lotusie, który w ciągu trzech lat wygrał sześć wyścigów (na 23 rozegrane). Ponadto w ramach mistrzostw na torze Kirkistown organizowano corocznie wyścig o nazwie Irish Championship, którego zwycięzcami byli John Rhodes (1961), Bill Bradley (1962) i Dick Attwood (1963). W 1963 roku w ramach mistrzostw zorganizowano ponadto Sexton Trophy, które zdobył Frank Keane.
Seria po 1963 roku ewoluowała w Formułę Libre, w której wykorzystywano między innymi stare samochody Formuły Junior z silnikami 1,6 litra.

## Mistrzowie
| Sezon | Mistrz            | Zespół            | Samochód                    |
| ----- | ----------------- | ----------------- | --------------------------- |
| 1961  | Malcolm Templeton | Malcolm Templeton | Lotus 20-Ford               |
| 1962  | Malcolm Templeton | Malcolm Templeton | Lotus 20-Ford Lotus 22-Ford |
| 1963  | Malcolm Templeton | Malcolm Templeton | Lotus 22-Ford Cooper        |